# Всё взаимно
«Всё взаимно» (англ. Everything Relative) — американская мелодрама 1996 года режиссёра Шерон Поллак.

## Сюжет
Старые подруги собираются вместе после долгой разлуки. Когда-то все они учились вместе в колледже. Объединяют их не только старые воспоминания, но и то, что все они лесбиянки (за исключением Сары). Поводом стало рождение ребёнка в паре Кэти и Виктории. Они отправляются за город на уикенд. Им предстоит вспомнить былое, пережить старые обиды и новые увлечения.

## Актёрский состав
| В ролях          |  | Персонаж |
| ---------------- |  | -------- |
| Моника Белл      |  | Виктория |
| Кэрол Шнайдер    |  | Сара     |
| Эллен Маклафлин  |  | Джози    |
| Габриэла Мессина |  | Джина    |
| Оливия Негрон    |  | Мария    |
| Стейси Нелкин    |  | Кэти     |